# St. Emmeram (Taiting)

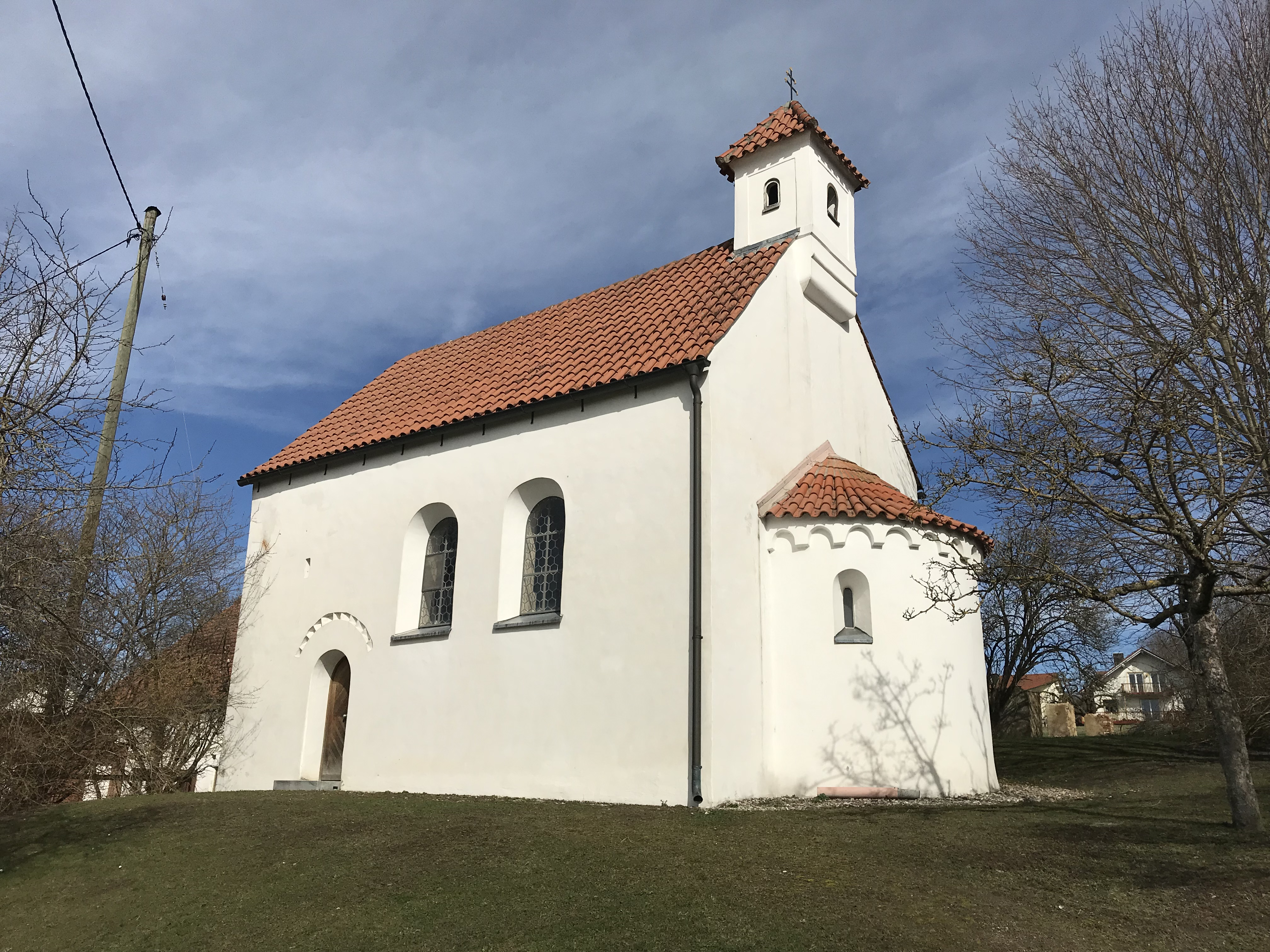
St. Emmeram in Taiting

Die römisch-katholische Kapelle St. Emmeram steht in Taiting, einem Gemeindeteil von Dasing im schwäbischen Landkreis Aichach-Friedberg in Bayern. Das Bauwerk ist in der Liste der Baudenkmäler in Dasing als Baudenkmal unter der Nr. D-7-71-122-24 eingetragen.

## Beschreibung
Die im Kern im  12./13. Jahrhundert gebaute Saalkirche wurde im 18. Jahrhundert verändert. Sie besteht aus einem Langhaus und einer eingezogenen, halbrunden Apsis im Osten, unter deren Dachtraufe sich ein Bogenfries befindet. Aus dem Satteldach des Langhauses erhebt sich im Osten ein quadratischer Giebelreiter, der mit einem Pyramidendach bedeckt ist. 
Der Innenraum des Langhauses ist mit einer Flachdecke überspannt.